# Schienbeinschützer

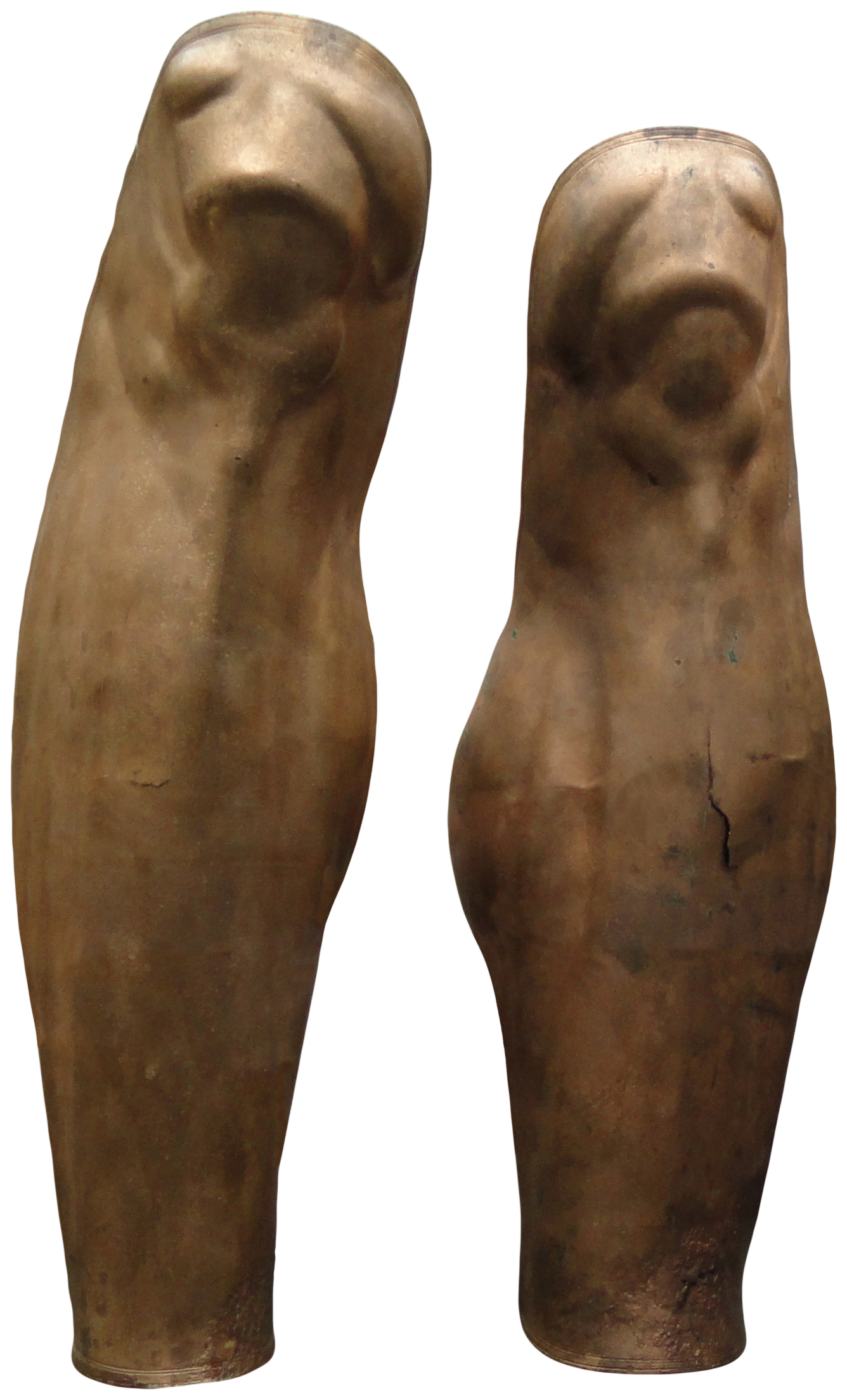
Griechische Beinschienen aus Bronze. Ca. 500 v. Chr.

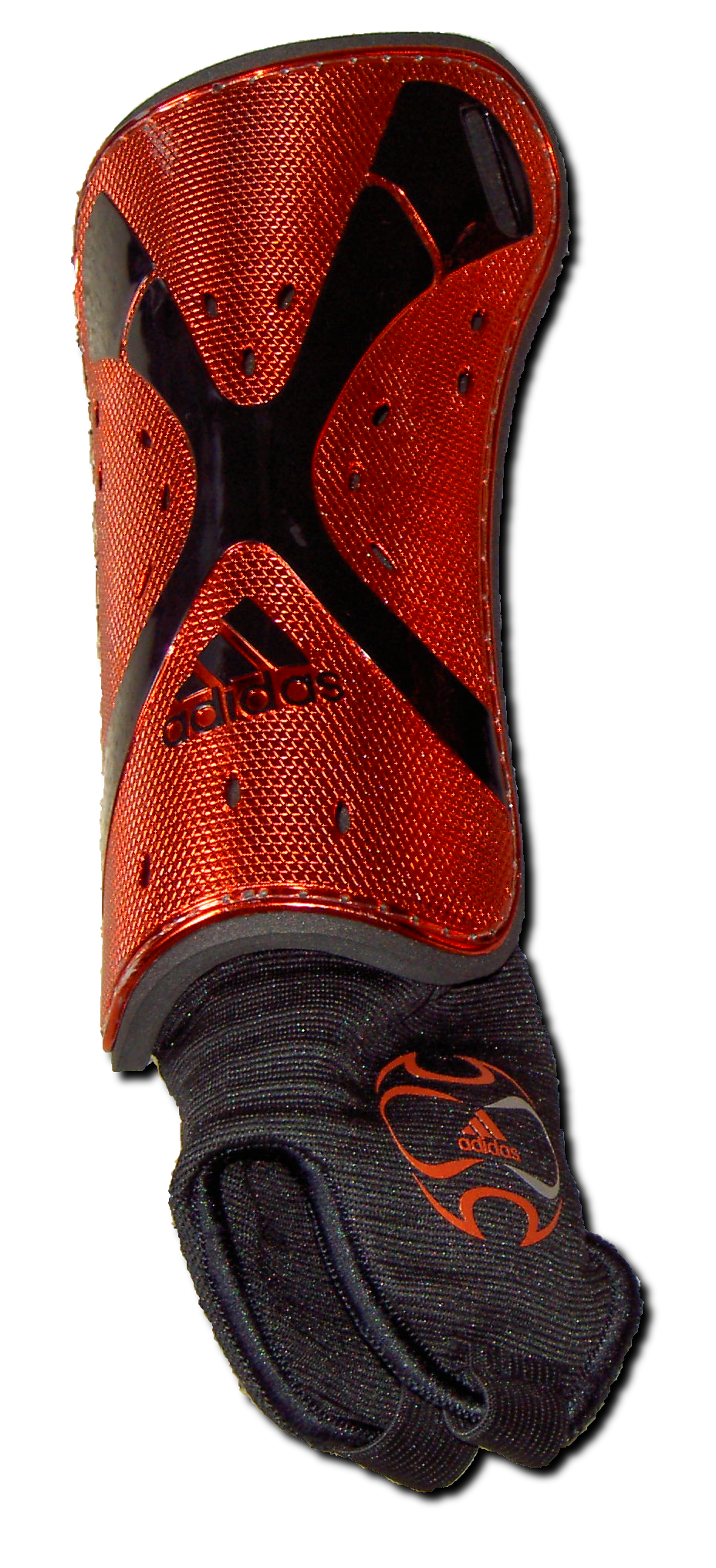
Moderner Schienbeinschützer

Schienbeinschützer, Schienbeinschoner oder Beinschienen sind Vorrichtungen primär zum Schutz des Schienbeins gegen äußere Gewalteinwirkungen. Sie bestehen aus Metall, Kunststoff und/oder Schaumstoff. Die Schienbeinschützer entstanden aus militärischen, metallischen Beinschienen, die seit dem Altertum benutzt wurden. Bis heute ist die Beinschiene Bestandteil der Polizeischutzkleidung.

## Sportbekleidung
Die im Sport benutzten Schienbeinschützer oder Schienbeinschoner schützen das Schienbein sowie die Achillessehne vor Verletzungen, insbesondere Brüchen und Prellungen. Sie sind besonders im Fußball und bei verschiedenen Kampfsportarten gebräuchlich.
Im Sport wurden Schienbeinschützer erstmals in der zweiten Hälfte des 19. Jahrhunderts verwendet. Damals wurden beim Fußball die im Cricket verbreiteten Schutzschilde übernommen. Da diese jedoch die Bewegungsfreiheit des Spielers erheblich einschränken, wurde der Beinschutz vor allem auf das Schienbein reduziert. Heute ist das Tragen von Schienbeinschützern im Vereinsfußball Pflicht.
Das Tragen von Schienbeinschonern ist ebenso in den Sportarten Hockey und Eishockey vorgeschrieben. Die Gründe sind der harte Ball bzw. Puck, der mit Geschwindigkeiten von über 100 km/h zu schweren Knochenbrüchen führen kann. Das Stoppen des Balls im Hockey erfolgt oft bei senkrecht gehaltenem Schläger vor den Füßen. Kommt es zu einem Abrutschen des Balls oder springt der Ball an den Füßen nach oben, wären ohne Schützer Verletzungen möglich.

## Allergien
Häufig treten in der Kniekehle oder auch direkt am Schienbein Allergien auf. Die Ursachen liegen meistens an der Verwendung von Latexschonern. Als Alternativen werden latexfreie Produkte oder Strümpfe unter dem Schienbeinschoner verwendet.